# Psalm 103

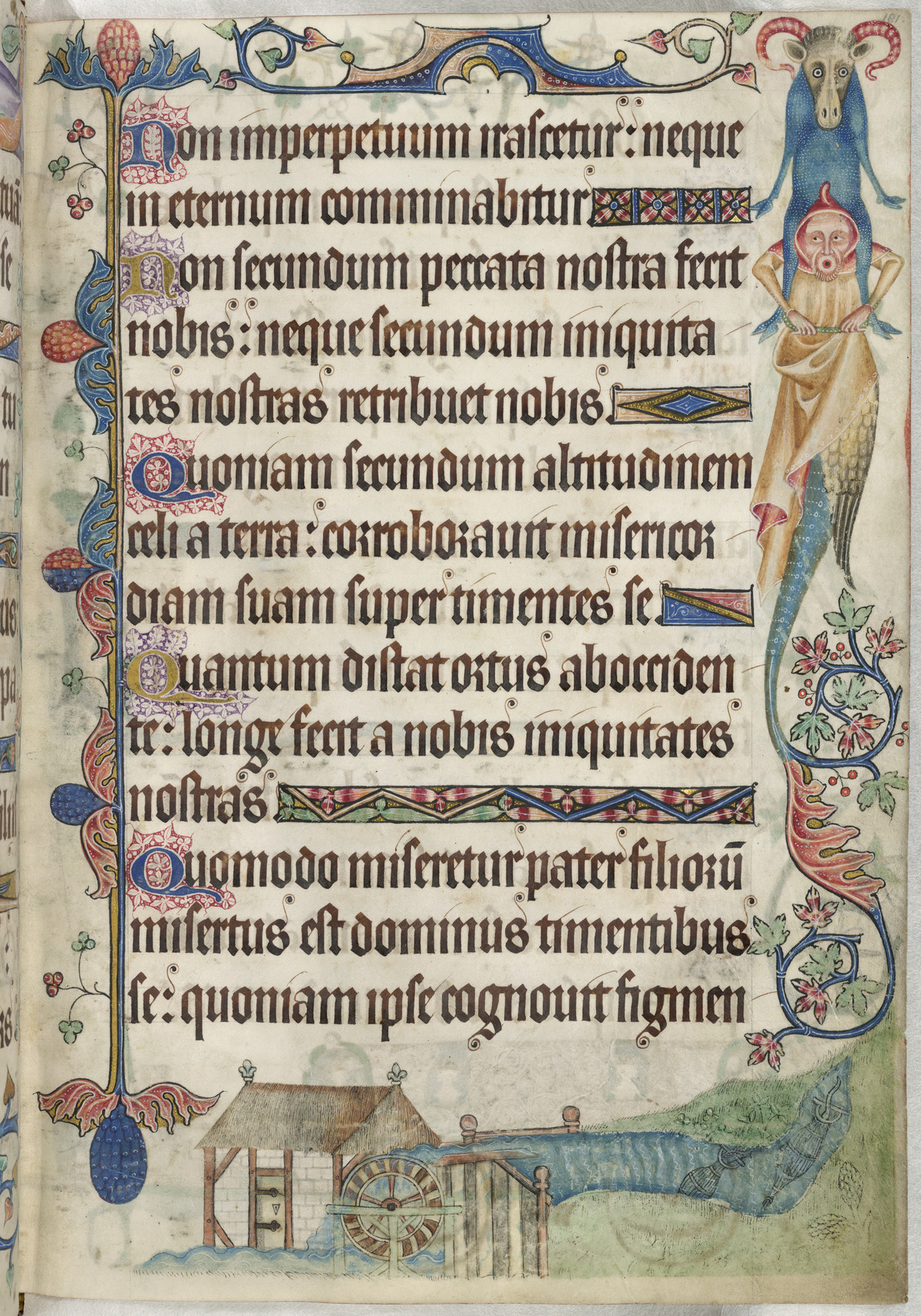
Psalm 103 (Luttrell-Psalter)

Der 103. Psalm (nach griechischer Zählung der 102.) ist ein Psalm Davids und gehört in die Reihe der individuellen Hymnen. 

## Struktur
Der Psalm lässt sich folgendermaßen strukturieren:
1. Vers 1f.: Einführung: Anrede des Dichters an dessen eigene Seele
2. Vers 3–5: Erstes Hauptstück des Hymnus: Preisen von JHWHs Gnade
3. Vers 6–22: Längerer Hymnus mit relativ allgemeinem Inhalt
  1. Vers 6–13: Handelt erneut von JHWHs Gnade
  2. Vers 14–16: Erinnerung an die Urgeschichte (Gen 2,7 EU) über den gemeinsamen Ursprung der Menschen aus Staub
  3. Vers 19–22: Jubel über den JHWH
  4. Vers 20–22: Aufrufen zum Lob JHWHs

## Kritik
Der Alttestamentler Bernhard Duhm sieht in dem Psalm eine „Zusammenstellung von allerlei schönen Sentenzen aus einer ziemlich umfangreichen Lektüre“.

## Kirchenmusikalische Rezeption
Das Lied „Nun lob, mein Seel, den Herren“ von Johann Gramann stellt eine Nachdichtung des 103. Psalms dar. Auch die Lieder „Singt dem Herrn und lobt ihn“, „Lobe den Herrn, meine Seele“ und „Vergiss nicht zu danken dem ewigen Herrn“ basieren auf diesem Psalm 103; ebenso 10,000 Reasons von Matt Redman.